# Tabletop Simulator

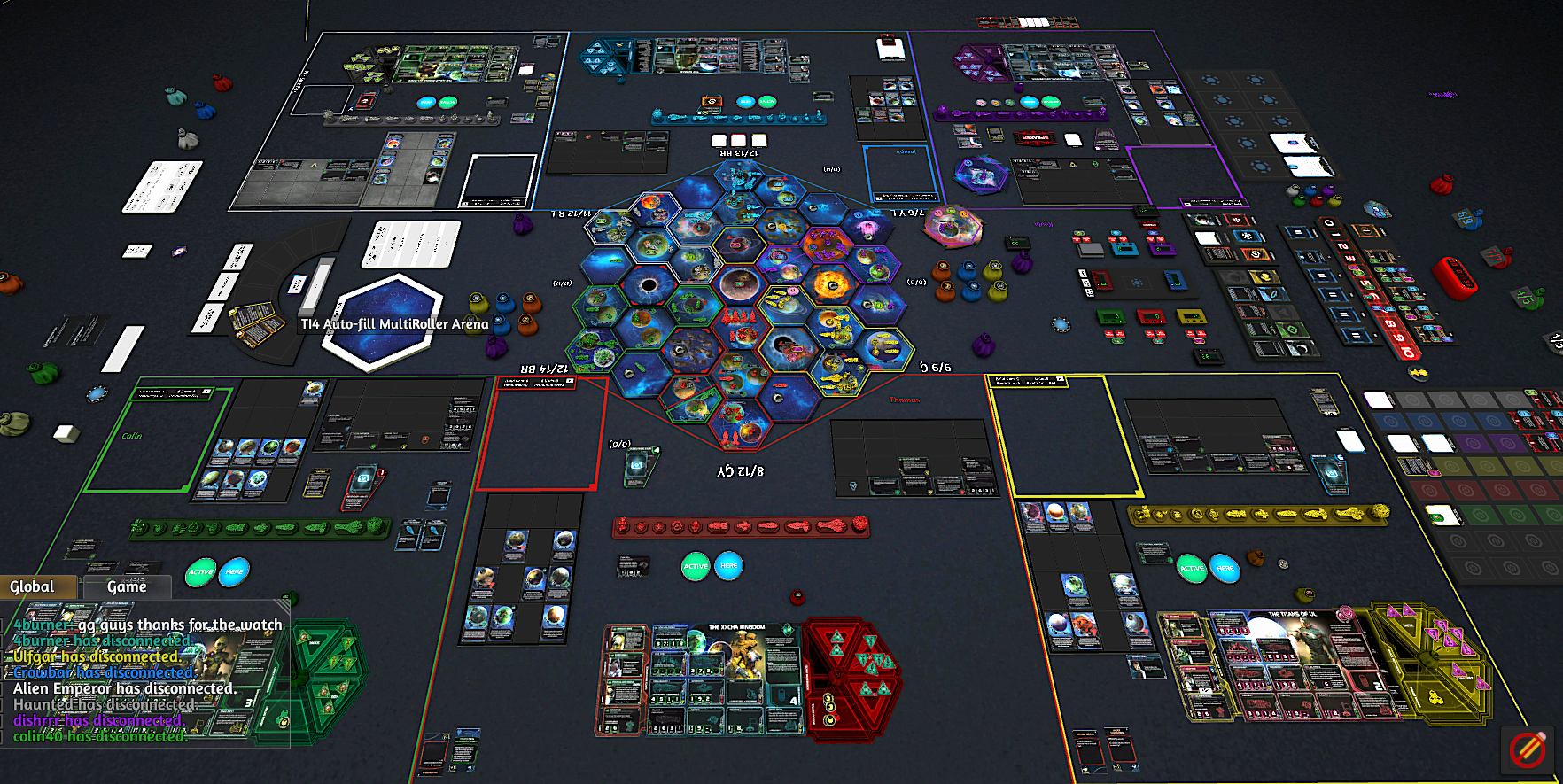
Twilight Imperium (4. Edition) mittels Tabletop Simulator erstellt

Tabletop Simulator ist ein Indie-Computerspiel, das es Spielern ermöglicht, Tabletop-Spiele in einer Computersimulation zu spielen und zu erstellen. Dafür wird eine Mehrspieler-Physik-Sandbox verwendet, die es den Spielern ermöglicht mit Spielsteinen, Spielkarten und anderem Spielmaterial zu interagieren.

## Spielprinzip

### Allgemeines
Tabletop Simulator ist eine Sandbox-Simulation, die es Spielern ermöglicht, unterschiedliche Tabletop-Spiele, Brettspiele, Kartenspiele und vergleichbare Spiele zu spielen. Spieler haben dabei allerdings keinen klaren programmierten Spielverlauf vom Spiel vorgeben und sind daher aufgefordert, die Sandbox zu benutzen und gegen andere Spieler anzutreten. Nachdem der Spieler ein Spiel mit dem entsprechenden Spielbrett gewählt hat, kann er mit dem zugehörigen Spielmaterial interagieren, welches sich nach Gesetzen der Spielphysik richtet. Zudem gibt es viele Zusatzfunktionen für die äußere Erscheinung oder das Spielgeschehen. Online können bis zu 10 Spieler gleichzeitig spielen. Die einzelnen Spiele und Materialien lassen sich auch kombinieren und z. B. durch Bilder, Scripts oder verschiedene 3D-Modelle anpassen und mit anderen Spielern teilen.

### Spiele
Zu den Standardspielen, die im Spiel bereits integriert sind, gehören unter anderem:
- Backgammon
- CardBots: Build & Destroy
- Domino
- Go
- Mah-Jongg
- Schach
- Solitär
- Sternhalma
- Pachisi
- Poker
- Puzzle
- Othello

### Spielmaterial
Neben den vorgefertigten Spielen gibt es auch verschiedenes Spielmaterial, mit dem sich auch andere Spiele spielen lassen. Zu dem Spielmaterial, welches im Spiel bereits vorhanden ist, zählen unter anderem:
- verschiedene Bauklötze, Plättchen, Steine und Spielfiguren
- verschiedene Karten für Kartenspiele
- verschiedene Würfel für Würfelspiele
- verschiedene Tabletop-Fantasy-Figuren
- unterschiedliche Spielbretter, Halterungen und Plattformen zum Legen und Setzen
- verschiedene Werkzeuge und Geräte, wie zum Beispiel ein Tabletcomputer, Taschenrechner oder einer Uhr
- ein Piecepack, bestehend aus mehreren Holzplatten in unterschiedlicher Form, Größe und Beschriftung

### Erweiterungen und Mods
Weitere Spiele lassen sich über den Steam Workshop herunterladen, welcher mittlerweile über vierzehntausend Spiele und Spielmaterial verfügt (davon über 6000 Brettspiele und 5000 Kartenspiele). Darunter befinden sich sowohl bekannte real existierende Werke als auch exklusive Inhalte für den Simulator wie zum Beispiel Fangames. Des Weiteren gibt es mehrere käuflich erwerbbare lizenzierte Spiele als Downloadable Content für den Simulator.

## Entwicklung und Veröffentlichung
Nach einer erfolgreichen Crowdfunding-Kampagne im Februar 2014 wurde das Spiel von Berserk Games, dem Entwicklerstudio von Jason Henry und Kimiko, als erster Titel entwickelt und im Juni des folgenden Jahres veröffentlicht. Erfahrungen sammelte Henry bereits mit dem Programmieren einer Mod für das Spiel Chivalry: Medieval Warfare. Kimiko war Community-Manager für Chivalry und später Mitglied der Torn Banner Studios. In einem Interview mit Gamasutra beschrieben die beiden, dass das Spiel Desperate Gods als ihre Inspirationsquelle und sie ein Spiel schaffen wollten, das es möglich macht, alle Tabletop-Spiele frei zu gestalten und zu teilen.
In der Crowdfunding-Kampagne verdienten die Entwickler für den Tabletop Simulator 37.403 US-Dollar auf Kickstarter mit der Unterstützung von 1.822 Personen. Am 15. März gab Berserk Games bekannt, dass sie Steam Greenlight erfolgreich durchlaufen hatten und damit berechtigt sind das, Spiel auf Steam zum Vertrieb anzubieten. Am 5. Juni 2015 erschien das Spiel offiziell auf Steam.
Im Mai 2016 wurde angekündigt, dass das Spiel besser für die virtuelle Realität optimiert werden soll und im Juni erschien eine spezielle Version für die HTC Vive.

## Rezeption
Dailypad lobt die vielen Möglichkeiten der Simulation, die sich nicht mit anderen Computerspielesammlungen vergleichen lassen, da hier Wert auf ein echtes Tabletoperlebnis durch eine entsprechende Physik-Engine gelegt wird und nicht die Fülle an programmierten Spielen im Vordergrund steht. Daher sind auch die Erlebnisse mit anderen Mitspielern und die vielen Community-Inhalte entscheidend für den Erfolg. Im Vergleich zu den analogen Varianten wird dabei viel Platz, Geld und Aufwand durch z. B. Abbau, Aufbau und Treffen eingespart. Kritisiert wird unter anderem die Legalität der Community-Inhalte aufgrund fehlender Urheberrechte sowie Probleme bei der Performance und Eingewöhnung. Bekanntheit erlangte der Tabletop Simulator unter anderem durch zahlreiche Let’s Play-Videos auf YouTube.